# حرب الخلافة البافارية
كانت حرب الخلافة البافارية (3 يوليو 1778 – 21 مايو 1779) نزاعًا بين مَلكية عائلة هابسبورغ النمساوية وبين تحالف ساكسونيا وبروسيا على خلافة هيئة جمهور الناخبين (هيئة ناخبة مستقلة لتعيين حاكم الإمبراطورية الرومانية المقدسة) لبافاريا بعد اندثار حكامها من آل فتيلسباخ. سعت عائلة هابسبورغ للحصول على بافاريا، غير أن التحالف وقف في وجهها، إذ أيد فرعًا آخر من آل فتيلسباخ. حشد كلا الجانبين جيوشًا ضخمة، غير أن القتال لم يتضمن سوى بعض المناوشات. لكن مات الآلاف من الجنود نتيجة المرض والجوع، ما أدى لتسمية الصراع باسم «كارتوفيلكرايش»، أو حرب البطاطا في بروسيا وساكسونيا، أما في هابسبورغ النمساوية فكان يُطلق عليها أحيانًا اسم «تسفيتشغينرمول»، أو اهتياج الخوخ.
في 30 ديسمبر 1777، توفي ماكسيمليان يوزف ناخب بافاريا، الابن الأخير من سلالة عائلة فتيلسباخ، نتيجة إصابته بمرض الجدري دون أن يترك أطفالًا خلفه بعد زواجه من ابنة خالته ماريا آنا صوفيا الساكسونية والتي طالبت من فريدريش العظيم التدخل من أجل بافاريا، كان كارل تيودور الرابع، وهو سليل أحد الفرع الأكبر المتبقي لعائلة فتيلسباخ، الأحقية بالقرابة الأوثق، غير أنه لم يملك أطفالًا شرعيين ليكونوا خلفًا من بعده. لذا فقد كان لابن عمه كارل أوغست الثاني، دوق تسفابيروكن، الأحقية القانونية والشرعية باعتباره وريث كارل تيودور المفترض. رغب حاكم الإمبراطورية الرومانية المقدسة يوزف الثاني بالأراضي البافارية وتزوج من شقيقة ماكسيمليان يوزف ماريا يوزفا في عام 1765 لتعزيز أحقيته، أهمل اتفاقه مع ولي العهد كارل تيودور، لتقسيم الأراضي أي أحقية للوريث المفترض كارل أوغست.
كان امتلاك الأراضي في الدول الناطقة بالألمانية جزءاً أساسيًا من سياسية يوزف لتوسيع نفوذ عائلته في وسط أوروبا. بالنسبة إلى فريدرش العظيم، هددت أحقية جوزيف الهيمنة البروسية في السياسية الألمانية، ولكنه تساءل ما إذا كان ينبغي عليه الحفاظ على الوضع الراهن من خلال الحرب أو الدبلوماسية أو التجارة. اعتبرت الإمبراطورة ماريا تيريزا، التي كانت الحاكمة المناصفة مع يوزف، أن أي صراع على هيئة الناخبين البافارية لا يستحق سفك الدماء، ولم ترَ هي ولا يوزف أي مغزى من متابعة القتال. لم يكن جوزيف ليتخلى عن أحقيته رغم إصرار والدته المعارض له. أراد فريدرش أوغست الثالث، ناخب ساكسونيا، حفظ السلام الإقليمي لدوقية صهره كارل أوغست، ولم يكن لديه رغبة كذلك في رؤية عائلة هابسبورغ تمتلك أراضي إضافية على حدوده الجنوبية والغربية، على الرغم من كرهه لبروسيا، والتي كانت عدوًا لساكسونيا في الحربين السابقتين، طلب كارل أوغست الدعم من فريدرش، الذي كان سعيدًا بمواجهة هابسبورغ. أصبحت فرنسا متورطة في الحفاظ على توازن القوى. أجبر تهديد كاثرين العظيمة في التدخل إلى جانب بروسيا مع خمسين ألف جندي روسي، يوزف حاول إعادة النظر في موقفه بمساعدة كاثرين، تفاوض هو وفريدرش على حل لمشكلة الخلافة البافارية بمعاهدة تشين الموقعة في 13 مايو 1779.
بالنسبة لبعض المؤرخين، كانت حرب الخلافة البافارية آخر حروب الوزراء قديمة الطراز في نظام الحكم القديم والتي تناور فيها الجنود أثناء سفر الدبلوماسيين بين العواصم لحل شكاوى الملوك. تختلف الحروب الثورية الفرنسية اللاحقة والحروب النابليونية في النطاق والاستراتيجية والتنظيم والتكتيك عن حرب الخلافة البافارية.

## نظرة عامة
في عام 1713، وضع حاكم الإمبراطورية الرومانية المقدسة كارل السادس، سلسلة الخلافة التي أعطت الأسبقية لبناته على بنات أخيه الأكبر المتوفى، الإمبراطور يوزف الأول. وفي سبيل حماية إرث هابسبورغ، أكره كارل وتملق وأقنع حكام أوروبا المتوجين للقبول بالمرسوم العملي (المرسوم صدر من قِبل الإمبراطور كارل السادس لتأكيد انتقال أراضي هابسبورغ إلى بناته اللواتي لم يلدن بعد بدلًا من بنات شقيقه المتوفى). في هذا الاتفاق، أقروا أن أيًا من بناته الشرعيات تعتبر ملكة شرعية لبوهيميا والمجر وكرواتيا والنمسا، في محاولة لتغيير تقليد حق الذكر البكر في الإرث كله.
انتُخب حكام الإمبراطورية الرومانية المقدسة من عائلة هابسبورغ لأكثر من ثلاثة قرون خلت. رتب كارل السادس زواجًا لابنته الكبرى ماريا تيريزا من فرانتس دي لورين، تخلى فرانتس عن دوقية لورين بالقرب من فرنسا في مقابل دوقية توسكانا الكبرى في إيطاليا ليجعل نفسه مرشحًا أكثر جاذبية في نهاية المطاف ليُنتخب كإمبراطور. وافق العديد من رؤساء الدول، والأهم من ذلك حكام الولايات الألمانية للإمبراطورية الرومانية المقدسة، على المرسوم العملي (على الورق) وفكرة أن يكون فرانتس الإمبراطور اللاحق. كان هناك استثناءان رئيسيان، هما دوقية بافاريا ودوقية ساكسونيا، إذ كان لهما أصوات انتخابية مهمة يمكن أن تعيق أو حتى تعرقل انتخاب فرانتس. عندما توفي كارل في عام 1740، كان على ماريا تيريزا الكفاح من أجل استحقاقات أسرتها في بوهيميا والمجر وكرواتيا، وواجه زوجها منافسة في انتخابه كحاكم للإمبراطورية الرومانية المقدسة.
طالب كارل الأمير الناخب ودوق بافاريا، بالأراضي الألمانية من سلالة هابسبورغ كصهر يوزف الأول، كما قدم نفسه كخليفة إمبراطوري شرعي لكارل السادس. ادعى أن الأسبقية ستكون لعائلته في حال كانت المرأة سترث، إذ إن زوجته ماريا أماليا، كانت ابنة يوزف الأول، بحيث توفي كارل السادس وسلفه يوزف الأول دون أبناء الذكور. اقترح كارل حاكم بافاريا أن الخلافة المشروعة تنتقل إلى أولاد يوزف الإناث حسب اتفاق المتفق عليه في 1703، بدلًا من بنات شقيقه الأصغر كارل السادس. لأسباب مختلفة، أيدت بروسيا وفرنسا وإسبانيا والمَلكية البولندية-الساكسونية مطالبة كارل حاكم بافاريا بورثة أملاك هابسبورغ واللقب الإمبراطوري وتراجعت عن المرسوم العملي.
ومع ذلك احتاج كارل ناخب بافاريا إلى المساعدة العسكرية لأخذ اللقب الإمبراطوري بالقوة، والتي أمنها عن طريق معاهدة نيمفينبورغ في يوليو 1741. خلال حرب الخلافة النمساوية اللاحقة، استولى بنجاح على براغ، حيث تُوج ملكًا على بوهيميا، وغزا النمسا العليا، وخطط للاستيلاء على فيينا، ولكن عقّدت الضرورات الدبلوماسية خططه. أعاد حلفاؤه الفرنسيون توجيه قواتهم إلى بوهيميا، حيث استفاد فريدرش العظيم، وهو ملك بروسيا حديثًا، من الفوضى في النمسا وبافاريا لضم سيليزيا.
لم يجد كارل خيارات عسكرية مع الفرنسيين. خرب الانتخابات الإمبراطورية كاعتماد لخطة جديدة. باع مقاطعة غلاتز إلى بروسيا مقابل سعر زهيد في مقابل صوت فريدرش الانتخابي. صوّت شقيق كارل كليمنتس أوغست رئيس الأساقفة والأمير وناخب كولونيا، لصالحه في الانتخابات الإمبراطورية وتوجه شخصيًا في 12 فبراير 1742 في الاحتفال التقليدي في فرانكفورت. في اليوم التالي، استسلمت ميونخ، عاصمة كارل البافارية إلى النمساويين لتجنب تعرضها للنهب على أيدي قوات ماريا تيريزا. في الأسابيع التالية، اجتاح جيش ماريا معظم أراضي كارل، واحتل بافاريا، مانعًا إياه من أراضي أجداده الموروثة ومن بوهيميا.
قضى كارل السابع معظم فترة حكمه التي استمرت ثلاث سنوات كإمبراطور مقيمًا في فرانكفورت، بينما حاربت ماريا تيريزا بروسيا من أجل إرثها في بوهيميا والمجر. لم يستطع فريدرش تأمين بوهيميا لكارل، لكنه نجح في طرد النمساويين من بافاريا. خلال الأشهر الثلاثة الأخيرة من فترة حكمه القصيرة، عاش كارل الذي يعاني من النقرس في ميونخ، حيث توفي في يناير 1745. ورث ابنه ماكسيمليان يوزف الثالث (المعروف باسم ماكس يوزف) حقوق أبيه الانتخابية ولكن ليس طموحه الإمبراطوري. مع توقيع معاهدة سلام فوسن (22 أبريل 1745)، وعد ماكس يوزف بالتصويت لصالح فرانتس دي لورين، زوج ماريا تيريزا، في الانتخابات الإمبراطورية المعلقة. واعترف أيضًا بالمرسوم العملي. في المقابل، حصل على تعويض على الوضع الانتخابي لأسرته وعلى الأقاليم. بالنسبة لإنجازاته، أنهت مفاوضاته خمس سنوات من الحرب وجلبت جيًلا من السلام والازدهار النسبي الذي بدأ بوفاة والده عام 1745 وانتهى بوفاته هو عام 1777.